# Финал Кубка Англии по футболу 1936
Финал Кубка Англии по футболу 1936 (англ. 1936 FA Cup Final) — футбольный матч, сыгранный 25 апреля 1936 года на стадионе «Уэмбли» в Лондоне. В нём встретились лондонский «Арсенал» и «Шеффилд Юнайтед». Матч завершился победой «Арсенала» со счётом 1:0. Это был 61-й финал старейшего в мире футбольного турнира, Кубка Англии. В 14-й раз он прошёл на «Уэмбли».
Обе команды начали своё выступление в 3-м раунде и прошли 5 раундов до выхода в финал. В то время как «Арсенал» боролся за чемпионство в Первом дивизионе Футбольной лиги, «Шеффилд Юнайтед», будучи командой Второго дивизиона, старался повторить успех «Шеффилд Уэнсдей» предыдущего сезона. После равной борьбы в первом тайме «Арсенал» доминировал во второй половине матча и на 74-й минуте забил единственный гол в этой встрече усилиями Теда Дрейка. Запрет на съёмку матчей, наложенный владельцами стадиона, вынудил комментаторов британского канала BBC использовать автожиры для съёмки игры. Это был первый футбольный матч, во время трансляции которого присутствовали спортивные комментаторы.

## Путь к финалу

### «Арсенал»
| Раунд             | Противник       | Счёт | Стадион              |
| ----------------- | --------------- | ---- | -------------------- |
| 3-й               | Бристоль Роверс | 5:1  | Иствилл (В)          |
| 4-й               | Ливерпуль       | 2:0  | Энфилд (В)           |
| 5-й               | Ньюкасл Юнайтед | 3:3  | Сент-Джеймс Парк (В) |
| 5-й (переигровка) | Ньюкасл Юнайтед | 3:0  | Хайбери (Д)          |
| Четвертьфинал     | Барнсли         | 4:1  | Хайбери (Д)          |
| Полуфинал         | Гримсби Таун    | 1:0  | Лидс Роуд (Н)        |

Будучи представителями Первого и Второго дивизионов соответственно, «Арсенал» и «Шеффилд Юнайтед» начинали турнир с третьего раунда. В этом раунде «канониры» встречались в гостях с клубом Третьего южного дивизиона «Бристоль Роверс». В первом тайме этого матча «Арсенал» не реализовал пенальти и вскоре пропустил мяч. Лондонцы играли так слабо, что, казалось, что они не «вытянут» и ничью. Переломный момент в матче наступил, когда Клифф Бастин был выпущен на поле вместо Бобби Дэвидсона на позиции левого нападающего. На 65 минуте «Арсенал» сравнял счёт и на протяжении следующих 14 минут забил ещё четырежды, тем самым установив окончательный счёт матча — 5:1. По 2 мяча забили Тед Дрейк и Бастин, ещё один мяч был на счету Рэя Боудена.
В четвёртом раунде «Арсенал» победил «Ливерпуль» в гостях на стадионе «Энфилд» со счётом 2:0. Матч был сыгран через неделю после смерти короля Англии Георга V. В память об трагическом событии обе команды играли с чёрными повязками. 60 тысяч зрителей, пришедших на «Энфилд», перед началом матча распевали «Боже, храни короля!». В пятом раунде «Арсенал» играл снова в гостях, на этот раз с «Ньюкасл Юнайтед», победившим до этого защищавший прошлогодний титул «Шеффилд Уэнсдей». До этого команды встречались в финале 1932 года. Входные ворота стадиона «Сент-Джеймс Парк» были закрыты ещё до начала матча, поскольку 64 484 болельщика уже зашли на стадион. Матч закончился ничьей 3:3, «Арсенал» трижды выходил вперёд, но все три раза «Ньюкасл» сравнивал счёт. Такой ход матча был объяснён в The Times тем, что лондонцы, выходя вперёд, каждый раз после этого концентрировались на оборонительных действиях. В переигровке, прошедшей на домашнем стадионе, «Арсенал» выиграл 3:0. «Канониры» вышли вперёд в первом тайме после гола Бастина с пенальти, назначенного за игру полузащитника «Ньюкасла» Дейва Дэвидсона рукой в своей штрафной. «Ньюкасл» пытался сравнять счёт, и одна из таких попыток закончилась бы успешно, если бы защитник «Арсенала» Эдди Хэпгуд не выбил мяч, прежде чем тот пересёк линию ворот после удара одного из игроков «Ньюкасла». «Арсенал» удвоил преимущество, когда вратарь «Ньюкасла» Норман Тэпкен отбил мяч прямо на полузащитника «Арсенала» Пэта Бизли, которому ничего не оставалось, кроме как забить мяч в пустые ворота. Третий и последний гол был забит с пенальти, назначенным за нарушение правил на Бастине в штрафной «Ньюкасла» и реализованным им самим.
В четвертьфинале «Арсенал» победил команду Второго дивизиона «Барнсли» со счётом 4:1, имея преимущество с самого начала игры. Первый мяч был забит на 4 минуте Пэтом Бизли. Боуден забил второй гол, Бастин реализовал пенальти и довёл счёт до разгромного. Четвёртый мяч «канониров» забил снова Бизли. «Барнсли» смог забить «гол престижа» за несколько минут до конца матча. В полуфинале, сыгранном на «стадионе», лондонцы победили «Гримсби Таун» со счётом 1:0. По описанию репортёров, матч шёл полностью под диктовку «Арсенала», который, однако, смог забить только лишь один раз усилиями Бастина за пять минут до перерыва.

### Шеффилд Юнайтед
| Раунд             | Противник         | Счёт | Место            |
| ----------------- | ----------------- | ---- | ---------------- |
| 3-й               | Бернли            | 0:0  | Терф Мур (В)     |
| 3-й (переигровка) | Бернли            | 2:1  | Брэмолл Лейн (Д) |
| 4-й               | Престон Норт Энд  | 0:0  | Дипдейл (В)      |
| 4-й (переигровка) | Престон Норт Энд  | 2:0  | Брэмолл Лейн (Д) |
| 5-й               | Лидс Юнайтед      | 3:1  | Брэмолл Лейн (Д) |
| Четвертьфинал     | Тоттенхэм Хотспур | 3:1  | Брэмолл Лейн (Д) |
| Полуфинал         | Фулхэм            | 2:1  | Молинью (Н)      |

«Шеффилд Юнайтед» также начал свои кубковые выступления с третьего раунда, где встретился с «Бернли». Игра, прошедшая в гостях, закончилась ничьей 0:0, в домашней переигровке шеффилдцы на заснеженном поле и в условиях густого тумана выиграли со счётом 2:1. Харолд Бартон открыл счёт, но игрок «Бернли» Тед Хэнкок сравнял счёт. Незадолго до перерыва Бобби Барклай вывел «Шеффилд» вперёд. Третий гол хозяев поля, забитый Джоком Доддсом, не был засчитан из-за попадания Доддса в офсайд.
В четвёртом раунде «Юнайтед» пришлось снова играть в гостях, на сей раз против «Престон Норт Энд». Счёт в гостевом матче снова был 0:0, а в переигровке 30 января, снова прошедшей дома на глазах у 34 259 зрителей, «Шеффилд Юнайтед» победил со счётом 2:0, играя большую часть второго тайма вдесятером. В пятом раунде, на глазах у 68 287 человек, пришедших на домашний стадион «Брэмолл Лейн» (такая посещаемость матча до сих пор остаётся рекордной для этого стадиона), «Шеффилд» победил «Лидс Юнайтед» со счётом 3:1, тем самым впервые в этом розыгрыше турнира избежав переигровки. С таким же счётом «клинки» победили у себя дома в четвертьфинале «Тоттенхэм Хотспур» в условиях сильного снегопада на вязком, как болото, поле. К перерыву «Юнайтед» вёл со счётом 1:0 благодаря голу Барклая. Во втором тайме «Тоттенхэм» смог почти сразу сравнять счёт, но два гола Доддса принесли победу «Шеффилду».
В полуфинале «Шеффилд Юнайтед» сыграл против «Фулхэма», ещё одной команды Второго дивизиона. Матч прошёл 21 марта на стадионе клуба «Вулверхэмптон Уондерерс» «Молинью», где «Юнайтед» выиграл со счётом 2:1. Неделю спустя команды встретились в матче Второго дивизиона, где «Фулхэм» выиграл с минимальным счётом 1:0 благодаря реализованному пенальти, прервав тем самым 22-матчевую беспроигрышную серию «Шеффилд Юнайтед».

## Перед матчем

Эмблема на футболках «Арсенала» 1936 года

Последнее появление «Арсенала» в финале Кубка Англии перед финалом 1936 года состоялось четырьмя годами ранее, и тогда лондонцы проиграли «Ньюкасл Юнайтед». Их последним кубковым успехом был финал 1930 года, когда был побеждён «Хаддерсфилд Таун». «Шеффилд Юнайтед» к тому времени тоже становился обладателем Кубка: в 1925 году «клинки» победили «Кардифф Сити». «Арсенал» был одной из успешных команд того времени, выиграв три чемпионских титула подряд в предыдущих сезонах. «Шеффилд Юнайтед» хотел повторить успех своих сограждан из «Шеффилд Уэнсдей» в прошлом сезоне.
Обе команды делегировали своих игроков в сборную Англии на матч против сборной Шотландии. От «Арсенала» в сборной играли Джордж Мейл, Джек Крейстон и Клифф Бастин, в то время как «Шеффилд Юнайтед» был представлен Бобби Барклаем. Алекс Джеймс, капитан «Арсенала» и игрок сборной Шотландии, не был заявлен на этот матч, завершившийся вничью со счётом 1:1 и позволившей шотландцам выиграть Домашний чемпионат Великобритании сезона 1935/36.
За права на трансляцию финала 1936 года с «Уэмбли» завязался спор между владельцами стадиона и производителями кинохроники. Компания «Gaumont British» сначала предлагала 900 фунтов за право транслировать матч прямо со стадиона, но владельцы требовали за это 1500 фунтов. Позже они смягчили позицию, согласившись на сумму в 900 фунтов, но после этого уже Gaumont отказалась платить больше пятисот. Соглашение не было достигнуто, и все представители СМИ были лишены права находиться на стадионе. Чтобы обойти запрет и всё-таки осветить матч, репортёры выпустили несколько автожиров в небо над стадионом, откуда, с высоты птичьего полёта, и велась трансляция, поддерживаемая единственным на «Уэмбли» официальным видеооператором. Автожиры уже использовались в финале 1935 года, в том числе и службой полиции Лондона для контроля за зрителями.
Это был первый раз, когда во время трансляции финала Кубка Англии были использованы спортивные комментаторы, чьё участие характеризовалось компанией BBC как «экспериментальное». Первыми комментаторами были Иван Шарп и Норман Крик, которые вели репортаж с 14:30 (трансляция началась за полчаса до матча) и приняли участие в предматчевых событиях.
«Арсенал» впервые играл в финале Кубка Англии в красно-белых футболках. В 1930 и 1932 годах футболки у «канониров» были полностью красными. Кроме того вплоть до сезона-1967/68 игроки «Арсенала» надевали форму с эмблемой клуба только в особо важных матчах, таких, как финал Кубка Англии, и финал 1936 года был только четвёртым случаем, когда использовалась такая форма. «Шеффилд Юнайтед» играл в футболках с красными и белыми полосами.

## Матч

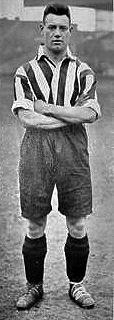
Бобби Барклей, крайний нападающий «Шеффилд Юнайтед»

Более 93 тысяч человек пришли на стадион, включая болельщиков «Шеффилд Юнайтед», приехавших на специально организованных поездах. Перед матчем в составах команд были сделаны некоторые изменения. Например, Тед Дрейк смог восстановиться после травмы и сыграть за «Арсенал», в то время как «Шеффилд Юнайтед» выпустил Берти Уильямса вместо Дона Берда на позиции левого крайнего нападающего, а также снова поставил в состав Чарли Уилкинсона, на месте которого в полуфинальном матче против «Фулхэма» играл Альберт Кокс.
Погодные условия были благоприятными, за исключением ветра, который особенно сильно дул прямо над полем и иногда менял траекторию полёта мяча. На третьей минуте «Шеффилд Юнайтед» мог бы открыть счёт, когда вратарь «Арсенала» Алекс Уилсон уронил мяч на землю, едва не дав противнику открыть счёт. Чуть позже получили шанс отличиться игроки «Юнайтед» Бобби Барклай и Джок Доддс, но защитники «Арсенала» смогли выбить мяч прежде чем противник пробил по воротам. В первые 15 минут матча «Юнайтед» доминировал на поле, но лондонцы не позволяли им забить благодаря грамотной игре защитников и вратаря, хотя Уилсон по-прежнему выглядел не совсем уверенно. Защитникам «Арсенала» активно помогали хавбеки Джек Крейстон и Уилф Коппинг.
По ходу матча атаки «Арсенала» успешно прерывались линией защиты противника. И Рэй Боуден, и Клифф Бастин, через которых проходили почти все атакующие действия «канониров», играли весьма слабо, хотя у Бастина был шанс отличиться. Тед Дрейк особого участия в атаках своей команды не принимал. Лучше других выглядел крайний нападающий Джо Халм, неоднократно прорывавшийся к воротам, опережая опекунов за счёт большей скорости. Алекс Джеймс тоже играл неплохо, производя больше атак на ворота противника, чем обычно, но так и не смог забить. Джек Смит, вратарь «Шеффилда», выручал свою команду во многих случаях. Нападающие «клинков» Бобби Барклай и Джек Пикеринг играли тоже лучше обычного, но все их атаки срывались Джорджем Мейлом, который, по мнению газеты Times, провёл в этот день «лучший матч в жизни». Единственным, что оборона «Арсенала» позволяла нападающим соперника, были дальние удары. Первый тайм закончился без забитых мячей, притом что обе команды провели примерно равное количество атак.
Второй тайм начался резкой атакой Джека Крейстона, закончившейся ударом, с которым Смит справился. Вскоре форварды «Арсенала» Джеймс, Халм и Бастин быстро разыграли мяч, что завершилось ударом Бастина, пролетевшим в нескольких сантиметрах от ворот. После первого тайма, в котором игра была равной, «Арсенал» доминировал во втором, доказывая разницу между ними и «Шеффилд Юнайтед», игравшим дивизионом ниже. На 74-й минуте Джеймс начал прорыв и передал мяч Бастину. Тот, в свою очередь, обыграл Гарри Хупера и передал мяч в центр штрафной Дрейку, который без шансов для Смита с левой ноги пробил под перекладину. Почти сразу после пропущенного гола последовала атака «Юнайтед». Харолд Бартон прорвался по правому флангу и навесил мяч на Доддса, который пробил головой в перекладину. Позже Доддс говорил в интервью о том, что в момент прыжка его толкнул Коппинг: «Это заставило мою голову отклониться назад, из-за чего мяч ударился в перекладину вместо того, чтобы влететь в сетку. Если бы не это, возможно, всё сложилось бы по-другому». В итоге «Арсенал» выиграл, забив только один гол, в матче, в котором преобладала активная игра почти без нарушений, хотя Дрейк пять раз нарушил правила, толкая локтями противников.

### Детали матча
| Арсенал   | 1:0     | Шеффилд Юнайтед |
| --------- | ------- | --------------- |
| Дрейк 74′ | (отчёт) |                 |

| Арсенал | Шеффилд Юнайтед |

|                 |     |                  |  |
|                 |     |                  |  |
|                 | Вр  | Алекс Уилсон     |  |
|                 | Защ | Джордж Мейл      |  |
|                 | Защ | Эдди Хэпгуд      |  |
|                 | Хав | Джек Крейстон    |  |
|                 | Хав | Херби Робертс    |  |
|                 | Хав | Уилф Коппинг     |  |
|                 | Нап | Джо Хьюм         |  |
|                 | Нап | Рэй Боуден       |  |
|                 | Нап | Тед Дрейк        |  |
|                 | Нап | Алекс Джеймс (к) |  |
|                 | Нап | Клифф Бастин     |  |
| Главный тренер: |     |                  |  |
| Джордж Эллисон  |     |                  |  |

|                |     |                 |  |
|                |     |                 |  |
|                | Вр  | Джек Смит       |  |
|                | Защ | Гарри Хупер (к) |  |
|                | Защ | Чарли Уилкинсон |  |
|                | Хав | Эрнест Джексон  |  |
|                | Хав | Том Джонсон     |  |
|                | Хав | Арчи Макферсон  |  |
|                | Нап | Харолд Бартон   |  |
|                | Нап | Бобби Баркли    |  |
|                | Нап | Джок Доддс      |  |
|                | Нап | Джек Пикеринг   |  |
|                | Нап | Берти Уильямс   |  |
| Тренер:        |     |                 |  |
| Тедди Дейвисон |     |                 |  |

Регламент матча:
- 90 минут основного времени
- 30 минут дополнительного времени, если счёт ничейный.
- Переигровка, если счёт остался ничейным.
- Замены не предусмотрены.

## После матча
На следующий день после матча «Арсенал» вернулся в Брайтон, где «канониры» проводили тренировку перед матчем. Жёнам победителей Кубка подарили серебряные часы. Обе команды после матча заявили, что ни один из их игроков не был травмирован во время игры.
Финал Кубка Англии не стал последним матчем сезона для «Арсенала», которому пришлось на следующей неделе играть три матча в лиге, в том числе и против традиционного соперника, «Челси». В последнем матче сезона, сыгранном против «Брентфорда» в рамках Кубка вызова Лондона 4 мая, «Арсенал» выиграл со счётом 4:2. «Арсенал» финишировал на шестом месте в Первом дивизионе, сыграв вничью 2:2 с «Лидсом» в последнем матче лиги. «Шеффилд Юнайтед» финишировал третьим во Втором дивизионе — на одно место ниже позиции, гарантировавшей выход в Первый дивизион.
По состоянию на сезон 2015/16, «Шеффилд Юнайтед» был несколько раз близок к возвращению в финал Кубка Англии. Ближе всего к этому «клинки» были в 1961 году (их остановил «Лестер Сити»), 1993 году («Юнайтед» проиграл своему вечному сопернику «Шеффилд Уэнсдей»), 1998 году (поражение от «Ньюкасл Юнайтед»), 2003 году (снова поражение от «Арсенала») и 2014 году (проигрыш от «Халл Сити»), когда команда доходила до полуфинала.
Футболка Алекса Джеймса, которую он носил в финале 1936 года, вывешена в музее футбольного клуба «Арсенал». Джок Доддс, умерший 23 февраля 2007 года, был последним остававшимся в живых участником того финала.